# LGV Atlàntic
La LGV Atlàntic (LGV Atlantique en francés) o línia nova 2 forma part de la xarxa francesa de ferrocarrils de gran velocitat, TGV. Enllaça París amb l'oest de França, partint de l'estació de Montparnasse.
La línia fou oberta al trànsit entre 1989 i 1990. Es divideix en dues branques a partir de Courtalain, una es dirigeix cap a l'oest fins a Le Mans i l'altra cap al sud-est fins a Tours.

## Extensions
El nom Atlàntic designa el tram entre París i Tours. Està prevista l'extensió fins a Bordeus i la frontera espanyola amb el nom de LGV Sud Europa Atlàntica.

## Estacions
La LGV Atlàntic serveix les següents estacions:
- París Montparnasse
- Le Mans (branca oest)
- Vendôme
- Tours